# Démokritosz
Démokritosz (görög betűkkel: Δημόκριτος), (Abdéra, I. e. 470 és I. e. 460 között – Abdéra, I. e. 370 körül), ókori görög atomista filozófus, az antik materializmus kiemelkedő képviselője. Leukipposszal az széles körben az atomelmélet megalapítójáként emlegetik. Valószínűleg Szókratész kortársa volt, de őt magát a preszókratikusok közé sorolják.
Démokritosz életéről nagyon kevés biztosra vehető dolgot tudunk, a rengeteg, különböző ókori források által neki tulajdonított műből pedig szinte semmi nem maradt fent, és ezek szerzősége, illetve létezése is kétséges.
Ókori életrajzírói szerint nemcsak általános atomelméletéről és kozmológiáiról írt, hanem az érzéki észlelésről, a biológiáról, a zenéről és számos más tárgyról is. Etikai rendszert is kidolgozott, mely lényegében megegyezett a később Epikurosz által képviselt etikával.
Atomelméletét szinte kizárólag Arisztotelész interpretációjában ismerjük; a neki tulajdonított etikai művek szerzője pedig egy Démokratész nevű filozófus, akit csak a tizenkilencedik században azonosítottak először Démokritosszal (bár nem bizonyosan tévesen).

## Élete és munkássága
Démokritosz életéről bőséges adattal rendelkezünk, ezek közül azonban sok valószínűtlen. Megbízhatóbb forrásokból úgy tűnik, hogy jómódú szülők gyermeke volt, aki fiatalkorában sokat utazott, bejárta Egyiptomot és a Közel-Keletet.
Hatása az ókorban rendkívül nagy volt, neve alatt számos más munkát is terjesztettek, de már az ókorban tudták, hogy ezek túlnyomó többségét Bólosz írta. Hitelesnek tartott műveit Thraszüllosz a Kr. u. 1. században tizenöt tetralógiára osztotta, azonban ezek között is akadt olyan, amelyik nem tőle származott. E jegyzék alapján több, irodalommal foglalkozó művének címe is ránk maradt, így például a „Peri rhüthmón kai harmoniasz” (A ritmusokról és a dallamról) vagy a „Peri Homéru é orthoepeiész kai glosszeón” (Homéroszról avagy a helyes beszédről és szóalkalmazásról).
Atomista filozófusoktól fennmaradt jelentősebb, hitelesnek tekinthető töredékeket olvashatunk Arisztotelésznél, főként a metafizika című műben, Szimplikiosz Arisztotelész fizikájának a kommentárjában, Diogenész Laertiosz életrajzaiban, Aethios: Placita philosophorum-ban és Theophrasztosz: Az érzékekről című művében. Érdekesség, hogy Platón, annak ellenére, hogy kortársak voltak, egyetlen művében sem említi Démokritosz nevét. Ezt többféleképpen is szokás magyarázni: vagy nem ismerte őt, mint ahogyan a milétoszi filozófusokat sem ismerte, vagy ahogyan Diogenész Laertiosznál olvasható, semmibe vette őt, és megpróbálta megsemmisíteni Démokritosz műveit. Arisztokszenosz a Történeti feljegyzéseiben említi, hogy Platón el akarta égetni Démokritosz valamennyi művét, amit csak össze tudott gyűjteni, ám két püthagóreus, Amüklasz és Kleiniasz visszatartották ettől, mondván, hogy értelmetlen volna a dolog, mivel a könyvek már közkézen forognak. Világos jele ennek, hogy Platón csaknem az összes régi filozófusról megemlékszik, ám Démokritoszt még ott sem említi, ahol ellentmondania kellene neki. Arisztotelész azonban sokszor említi, mindig a legnagyobb elismerés hangján, és Theophrasztosz is sokszor idézi.
Démokritosz valószínűleg ismerte Szókratészt, az azonban nem ismerte őt, így ír erről Diogenész Laertiosz:
Azt mondják – folytatja Démetriosz – Athénba is elment és nem törte magát, hogy ismertté váljék, mert megvetette a hírnevet. Hogy Szókratészt is ismerte, de az nem ismerte őt, arról maga számol be, mikor ezt mondja: >> Elmentem Athénba, és senki sem ismert.<<
Diogenész Laertiosz: Híres filozófusok élete IX. 36
Az utókor az ő személyét is számtalan legendával övezte, nemegyszer varázslónak, mágusnak ábrázolják. Talán életigenlése az oka annak, hogy a „nevető filozófus”-nak nevezik, Horatius is így emlegeti költeményeiben. Az egyik legfurcsább róla szóló monda a római Laberius egyik töredékében maradt ránk, eszerint Démokritosz vak volt, a nap fényét pajzsával a szemébe tükrözve vakította meg magát, hogy „ne lássa, hogyan élnek a gonoszok”.

## Művei

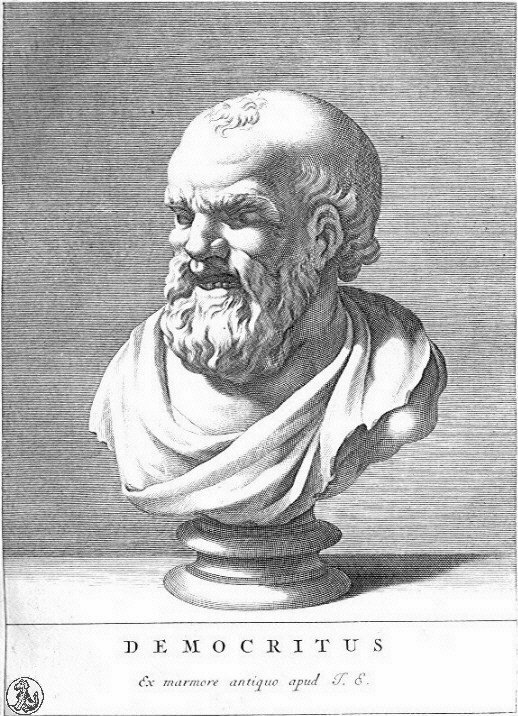
Démokritosz ábrázolás

Diogenész Laertiosz elmondása szerint Thraszüllosz, akárcsak Platón műveit, Démokritosz műveit is tetralógiákba rendezte: tizenhárom tetralógiát állított fel (amely ötvenkét önálló műből épült fel) a következőképpen: etika (2 tetralógia), természetfilozófia (4 tetralógia), matematika (3 tetralógia), zene – ide értve az irodalmat és a nyelvet is – (2 tetralógia), technikai témák (2 tetralógia). Ezeken a műveken kívül még Diogenész Laertiosz más „besorolatlan” műveket (szám szerint 9+9) is a démokritoszi hagyományhoz sorol, de eredetiségük nem bizonyos. Mindezekből nem maradt fenn egyetlen sem, csupán 298 töredék (legtöbbjük etikai), amelyek egyikéről sem lehet megállapítani, hogy melyik műből származik.

## Tanítása az atomokról
Démokritosz tanítása nem választható el tanítója, Leukipposz tanításától, így számos elméletről nem tudni, hogy az ő gondolkodását vagy a tanítójáét tükrözi-e.
Annak kísérletére, hogy feloldják a parmenidészi elméletnek a csak az Egy létező okozta problémáit, nevezetesen a keletkezés-pusztulás, a mozgás és a létezők sokféleségének a problémáját, Démokritosz azt állította, hogy a létező végtelen sokaságú parányi, és épp ezért az érzékszervek által fel nem fogható részecskékből, atomokból épül fel. Továbbá elutasította Zénónnak azt az állítását, amellyel a sokaság tagjairól kimutatja, hogy végtelenül oszthatóak, és ezért abszurd konzekvenciáknak vannak kitéve. Elfogadta, hogy az oszthatóság – akár a „mindenfelé”, akár az „egy bizonyos pontig” lehetséges oszthatóság – fogalma tűrhetetlen, és ennek megfelelően kijelentette, hogy az ő részecskéi végtelen sokaságának egyik darabja sem osztható, hanem mindegyikük valóban egy.
„Démokritosz … a helyet ezekkel a nevekkel illeti: ‘az üres’, ‘a semmi’, ‘a határtalan’, míg az egyes szubsztanciákat ezekkel: ‘a tömör’, ‘a létező’. Nézete szerint a szubsztanciák oly kicsinyek, hogy kibújnak az észlelésünk alól, mindenféle formáik és mindenféle alakjaik és nagyság szerinti eltéréseik vannak. Ezekből immár mint elemekből származtatja és állítja össze a szemmel látható, illetve az érzékelhető tömegeket.”
Arisztotelész: Meteorológia
Az atomok természetüket tekintve szilárd részecskék, önmagában mindegyik egy parmenidészi Egy (azt, hogy mégsem láthatjuk kicsinységükkel magyarázható: olyan kicsinyek, hogy érzékszervekkel nem hozzáférhetőek), amelyek nem tartalmaznak magukban semmiféle ürességet, azonban súllyal, kiterjedéssel rendelkeznek, önmagukban színtelenek, íztelenek és szagtalanok. Az atomok alakjukban is különböznek, létezik: homorú, domború, horgokkal ellátott és sok másféle. Az atomok, mint nevük is jelzi (gör. a-tomos, oszthatatlant jelent) matematikailag oszthatatlanok, nem keletkeztek és nem is pusztulnak el soha: örök létezők. Ezen a ponton az atomista filozófusok megőrzik azt az eleai hagyományt, miszerint a létező keletkezés nélküli és el nem pusztítható. Formájukat és nagyságukat tekintve több fajtájuk is létezik, és ez határozza meg a dolgok természetét.
Az atomoknak több fajtája is létezik, ugyanis különbség tehető köztük forma és nagyság szerint, ami nemcsak a testek külalakját határozza meg, hanem azok ízét és színét is. Az atomok formájukat és nagyságukat tekintve a következő ízeket és színeket határozta meg: a szögletes, érdes (sokkanyarulatú), kicsi és ritkás atomok összessége adja a fanyar ízt. Ezeknek az atomoknak a „sokkanyarulatú” tulajdonságuknak köszönhetően a másik jellegzetes vonásuk az, hogy képesek egymásba úgy kapcsolódni, hogy közöttük maradhat üres tér, azaz űr. Az atomisták pedig úgy gondolták, hogy ez az atomok közé zárt űr az a tényező, ami melegséget hoz létre a testekben: minél nagyobb méretű és számú az atomok közti űr, annál inkább képes a test felmelegedni.

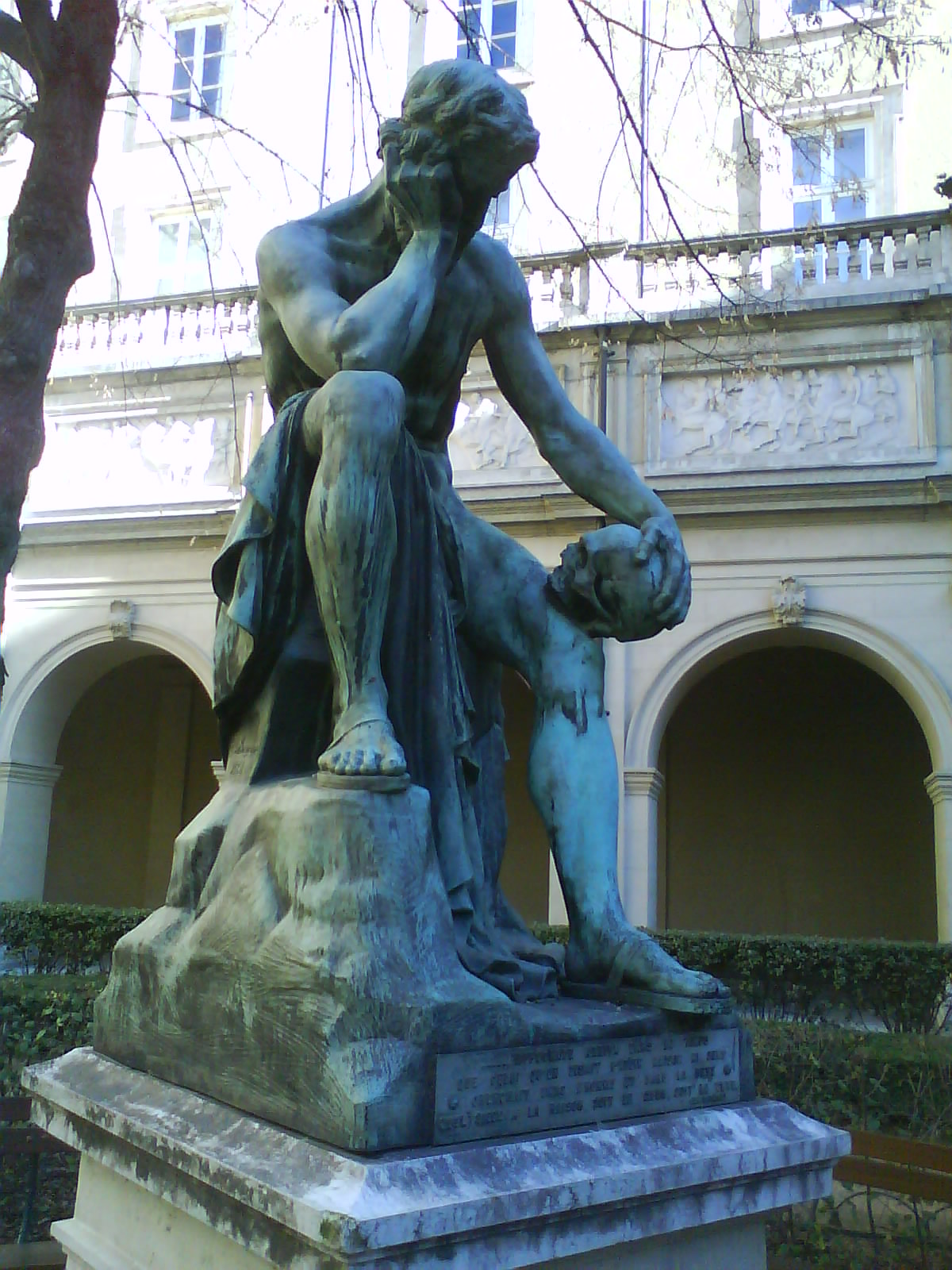
Démokritosz szobra (Léon-Alexandre Delhomme alkotása, a Lyoni Szépművészeti Múzeum kertjében)

Az édes dolgok, kerekded és kicsiny méretű atomokból állnak. Ezek a fajta atomokból álló testek lágyak, és lágyságuk következtében képesek a többi testeken áthatolni, beleszűrődni, és azok ízét megzavarni. Az édes atomok a többi atom közé hatolva, benedvesítik azokat, aminek következtében azok rendezettsége felbomlik és összetódulnak a hasüregben, ugyanis ott van a legnagyobb üresség.
A savanyú íz atomjai nagy és sokszögletű, kevésbé kerekded atomok, a keserű ízűek pedig kicsiny, kerekded atomok, amelyeken horgocskák vannak. Ezzel magyarázható az, hogy a keserű dolgok tapadósak és enyvesek is.
A nagy és nem kerekded atomok köteléke adja a sós íz érzetét. Ezek lehetnek egyenletlen és egyenletes felszínűek egyaránt, de az egyenletes felszínűek száma van túlsúlyban. Theophrasztosz értelmezése szerint az atomisták a „kanyarulatos” kifejezéssel azt szeretnék jelezni, hogy ezek az atomok képesek egymásba illeszkedni. A csípős, kicsiny kerekded, szögletes atomokból áll, melynek felülete nem egyenetlen. Az atomok alakjukat és nagyságukat tekintve nincsenek ennyire elkülönülve egymástól: az összefonódásokban nemcsak egyfajta atomok találhatóak, hanem egymásközé ékelődve többméretű és formájú van. Hogy éppen melyik ízt érezzük, annak köszönhető, hogy épp melyik fajtájú atomok vannak túlsúlyban a keverékben. Ezzel magyarázták azt a tényt, hogy ugyanaz a dolog egy ember számára édes másik ember számára savanyú lehet.
Démokritosz a színek természetét ugyancsak az atomok alakjának és méretének különbségeivel magyarázta, és csak négy színt tekintett létezőnek. Ezek közül a fehér színt alkotó atomok homogén alakzatba tömörült, sima felületűek, ugyanis az érdességgel magyarázzák az árnyék keletkezését. Mivel nem vetnek árnyékot, ezért az ilyen dolgok mindig fényesek. A dolgok keménysége és lágysága szerint a fehér színt különböző atomok adják: a kemény dolgok esetében, mint például a gyöngyház, „árnyéktalan, csillogó, nyitott pórusúak”, a törékeny és porladó fehér dolgok meg kerek, párosával elrendezett, ferdén elhelyezkedő atomokból épülnek fel. Az ilyen dolgok törékenysége az atomok kerek formájával magyarázható: mivel kerekdedek, kicsi az a felület, ahol egymáshoz tapadhatnak. A fekete színt a fehér szín ellentétének tekintette, tehát atomjai is ellentétesek a fehér atomoknak. Ezek szerint a fekete atomok érdesek és egyenetlen felületűek, nem homogén alakokat képeznek. Az érdességük következtében árnyékosak, pórusaik nem nyitottak és nem is átlátszóak. A fekete atomok kiáramlásai nagyon lassú tempóban mennek végre.
A vörös szín atomjait a meleg érzetét adó atomokhoz hasonlítják, különbség csak a méretben van: a piros színt adó atomok nagyobb méretűek. A melegség kapcsolatát a vörös színhez valószínűleg olyan megfigyelésekre támasztották, mint például a vasat ha felmelegítjük vöröses színű lesz, vagy ha melegünk van, az arc piros színű lesz. Minél nagyobbak ezek az atomok, annál vörösebb színűek. A zöld színt nem egy atomfajta alkotja, hanem a szilárd atomok és az űr keveréke adja, a szín fokozatai pedig e keverék alkotóinak elhelyezkedésétől és előfordulási arányától függ.
Minden más szín e négy szín atomjainak a keverékéből jön létre, példaként az aranyat és a rezet adják, amelyek a fehér és a vörös keverékéből jönnek létre. Az atomisták által a legszebb szín is keveredés révén jön létre, mikor a vörös atomok bejutnak a fehér atomok üregeibe, és ráadásként ezekhez még zöld is kerül. További keverék színek: a bíbor, barna, indigókék, amiknek keveredési arányait Theophrasztosz részletesen ismerteti, hozzáfűzve, hogy az atomisták ezeken a keverékszíneken kívül még számos más keverékszínt tartottak számon.
Az illatoknak nem különített külön jellegzetes atomokat, hanem úgy határozzák meg, mint a könnyű anyag kiáramlását a nehézből, a kiáramlás okát, mint általában a más okokat is nem tárgyalják. Az atomok oszthatatlanságának oka két tényezővel is magyarázták: kicsinységükkel és azzal, hogy a semmi külső erő nem gyakorol rá hatást. Démokritosz úgy gondolta, az elsődleges testek esetében az oszthatatlanságnak nemcsak az az oka, hogy nem szenvednek el hatást, hanem kicsiny és részeket nem tartalmazó mivoltuk is.

### Az atomok súlya

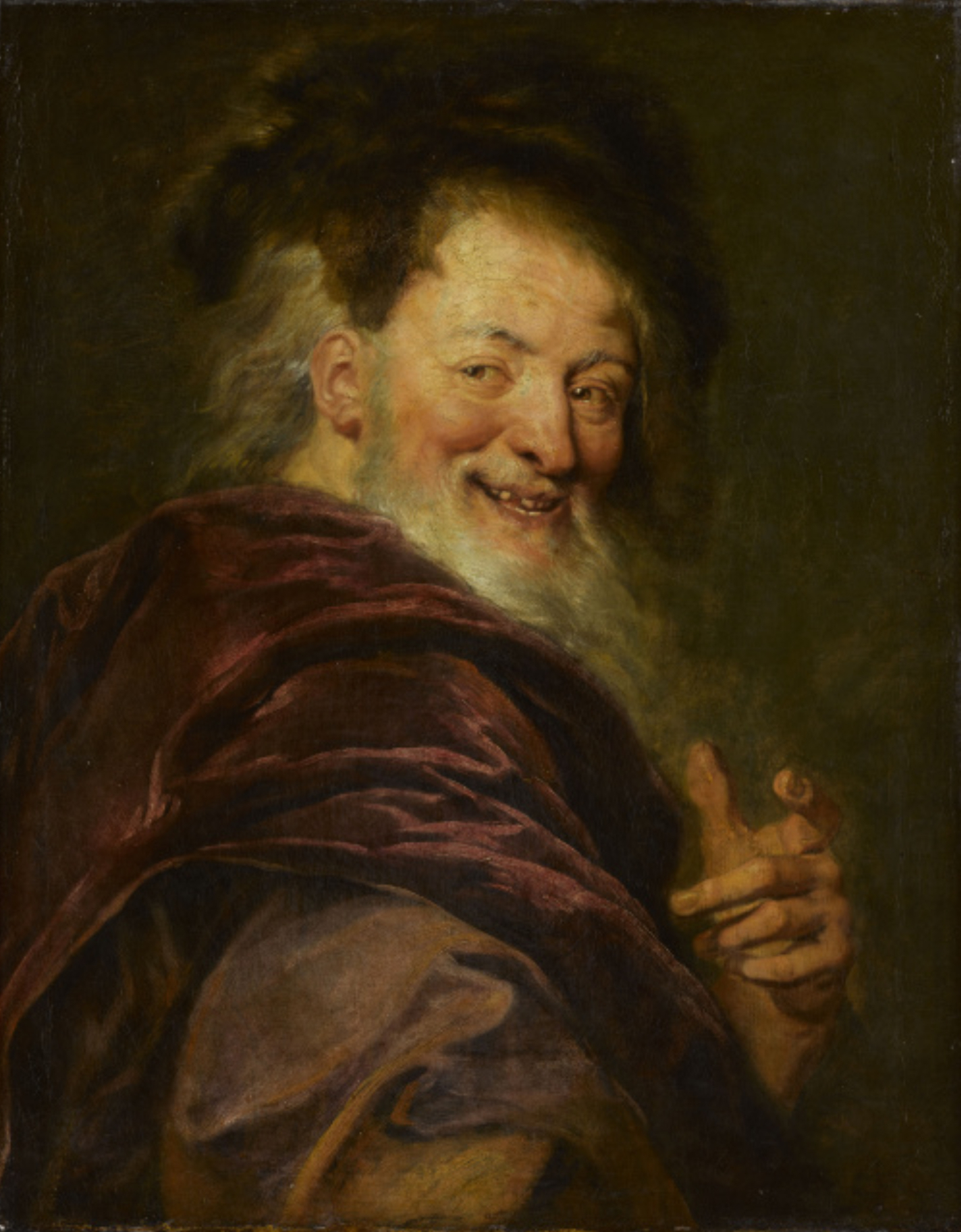
Démokritosz Antoine Coypel olajfestménye (Louvre, Párizs)

Azok a tárgyak, amelyek több ürességet tartalmaznak, könnyebbek, amelyek nehezebbek, azokban az üresség is kevesebb. Ugyanez mondható el a keménységgel kapcsolatban is: ami tömör, azaz kevesebb benne az üresség, a keményebb, a ritkás természetű pedig lágyabb. Azonban a lágy és kemény különbözik a könnyű és nehéztől, mégpedig az atomok elhelyezkedésében:
A keményben és a lágyban az üres helyeknek más a helyzete és elosztása, mint a nehézben és a könnyűben
„A nehezet és a könnyűt Démokritosz a nagyság alapján különbözteti meg. … Ezzel szemben a keverékek közül az a könnyebbik, amelyik több ürességet tartalmaz, és az a nehezebbik, amelyik kevesebbet. Másutt ellenben egyszerűen a finomat mondja könnyűnek.”
Theophrasztosz: Az érzékekről. Az érzettárgyak 62.
Utalás arra, az atomisták tulajdonítottak valamilyen súlyt az atomoknak, több szerzőnél is található: Szimplikiosz az atomok mozgását azok súlyának a következményeként írja le: „Azt mondják, a bennük levő súlynál fogva mozognak.” De Arisztotelész is ír az atomok súlyáról: „…a testek mindegyike többletének arányában nehezebb.” Theophrasztosz inkább a keverékek súlyáról beszél, amely a dolog nagyságától függ: „A nehezet és a könnyűt Démokritosz a nagyság alapján különbözteti meg, ami azonban implikálja azt, az atomoknak kell rendelkezniük valamilyen súllyal, és ez a súly az atomok méretétől függ.”
De nincs okunk azt feltételezni, hogy az atomista filozófusok ne tulajdonítottak volna súlyt az atomoknak, ez abból a tényből is evidens, hogy a világ dolgai, rendelkeznek súllyal. A érv ok az atomok súlyának megléte mellett, az a kijelentés, miszerint az atomok az űrtől éppen telítettségük miatt különböznek, a telítettség megléte pedig ugyancsak súlyt implikál. Egy Aetiosz szövegrész azonban tesz egy olyan kijelentést, amely megkérdőjelezheti azt, hogy az atomisták tulajdonítottak súlyt az atomoknak: „Démokritosz kettőt nevezett meg (ti. az atomok két tulajdonságát): a méretet és az alakot; ám Epikurosz ezekhez harmadikként hozzáadta a súlyt…” Ezt az ellentmondást az olyan kommentátorok, mint Burnet, Kirk és Raven azzal magyarázzák, hogy Aetiosz állításai kizárólagosan e világban elhelyezkedő dolgokra vonatkoznak, azaz az örvényekben részt vevő dolgokra. A nagyobb méretű atomok az örvény központja fele törekednek, ellentétben a kisebb méretű atomokkal, amelyek az örvény szélein helyezkednek el. A nagyobb atomoknak az örvény középpontja fele történő mozgása a méretük miatt történik és nem a súlyuk miatt mozognak „lefele”. Önmagában azonban egyetlen atomnak sincs súlya, az örvénymentes övezetben kizárólagosan az egymással való ütközésekkel lehet magyarázni.

### Az atomok mozgása

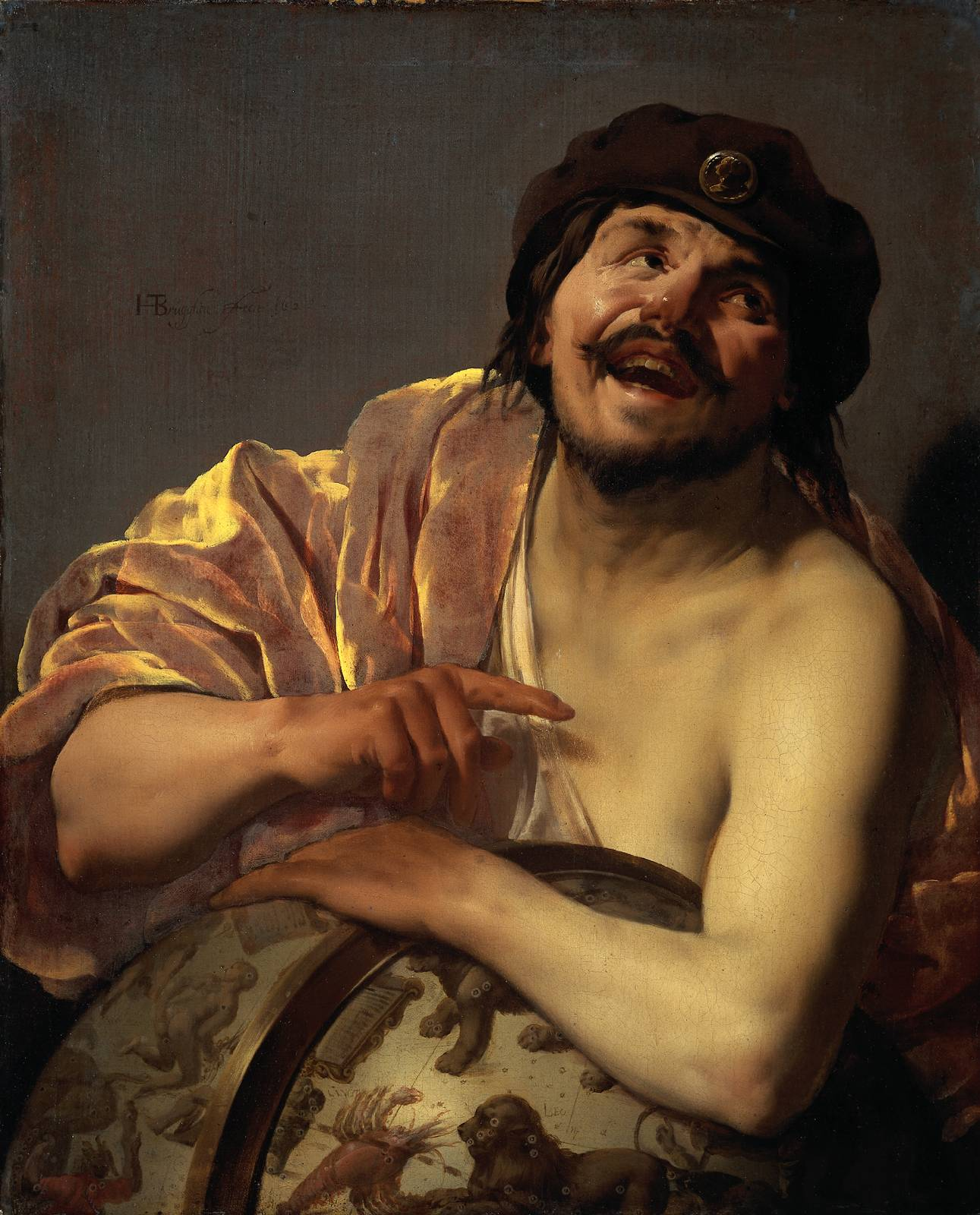
Hendrick ter Brugghen, "Nevető Démokritosz" (1628)

Nem találni olyan feljegyzést – amit Arisztotelész is joggal hiányolt –, hogy mi lehetett a mozgás indító oka, ugyanis az atomisták azt állítják, hogy az atomok egymáshoz ütközve és egymást taszítva mozognak, de, hogy ezt a mozgást milyen erő váltotta ki arról nincs, vagy nem maradt fent feljegyzés. Azonban valószínűleg foglalkoztatta őket az okság problémája, ez a következő idézetből is látszik: Démokritosz maga mondá, hogy inkább akar egy oksági magyarázatot találni, mint a perzsa királyság birtokába jutni.
Szimplikiosz azonban azt állítja, hogy az atomisták úgy vélték, hogy az atomok a súlyuk miatt kezdenek el mozogni: „Azt mondják, a bennük levő súlynál fogva mozognak azáltal, hogy az üresség enged nekik és nem szegül ellen, azt mondják ugyanis, (az atomok) ‘szétszóródnak’. ” Ez az elv pedig eléggé hihető, ugyanis összhangban van az atomistáknak azzal a nézetével, hogy nem létezik egy felsőbbrendű szubsztancia, ami vagy aki minden dolog fölött rendelkezne.
Az atomok szabályszerű mozgása annak köszönhető, hogy az atomok az összeütközésüket követően visszapattannak egymásról. A bekövetkező mozgás jellegét kétségtelenül meghatározza az összeütköző testek súlya, alakja és korábbi mozgása. Az atomok ütközése vagy „összefonódást” eredményez, ha az atomok alakja megegyezik, vagy ellenkező esetben „szétszóródást” – azaz az atomok különböző irányokba való szétpattanását. A minőségi különbséget a valóságos tárgyakban az atomok helyzete, rendje hozza létre. Így a minőségileg nem különböző atomokból jön létre a sokféle minőségű tárgyak világa.

#### Az űr
A parmenidészi tanítással ellentétben Démokritosz feltételezi, hogy létezik a nem létező, amelyet az ürességgel azonosít, ugyanis ha a világ tömör lenne, úgy nem volna mód a mozgásra, és így nem volna lehetséges a helyváltoztatás sem. Így szükség van az űrre (ürességre), amelyet nem létezőnek nevez, de nem azonosít a semmivel, ugyanis ez az űr tölti ki az atomok közti részt, és az atomok alkotta kötelékekben való nagyobb vagy kisebb aránya nagyban meghatározza a dolog minőségeit.
Az üresség, annak ellenére, hogy azonos a nem létezővel mégis van benne valamilyen mértékű egzisztencia. Ezt az egzisztencia azért jár az ürességnek, mert elfoglal valamilyen helyet az atomok közt, és mértéke meghatározza a dolgok minőségét, tehát ebben az értelemben, hogy valamilyen helyet elfoglal, létező. Ez a nézet szerint, amit D. N. Sedley képvisel, azt lehet mondani, hogy az „üresség”, nem „tér” vagy „hely”, hanem egy rejtelmes entitás: negatív szubsztancia. Sedley szerint az atomistáknak nem volt semmi okuk arra, hogy az üres teret nem létezőnek nevezzék. Értelmezése alapján az atomista szóhasználatban a „semmi” pontosan a kifejezésnek azt a paradox, parmenidészi alkalmazást idézi vissza, amely a tagadott egzisztenciaállítások jelöletének megnevezésére szolgál – már ha ezek szólnak valamiről – az „üresség” és az „üres” pedig csak ugyanennek más elnevezései.

## Tanítása a világ keletkezéséről

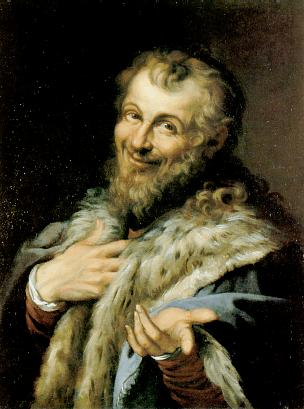
Agostino Carracci festménye Demokritoszról (Galleria Nazionale di Capodimonte, Nápoly)

A világ keletkezését a határtalanból eredezteti, melyből végtelen sok test jutott ki az ürességbe, melyek közül a hasonlók a hasonlókkal összekapcsolódva elkezdtek kiválni, a testek egy nagy űrbe kerültek, ahol összekeveredve egymással örvényt alkotnak. Az örvény keletkezésének okáról azonban semmilyen beszámoló nincs, csupán annyit említ Diogenész, hogy a „szükségszerűség folytán” következett be. Az örvényben az atomok összeütköztek és csoportosultak, hasonló a hasonló mellé került, azonban amikor a számuk már túl nagy volt, az egyensúly miatt különváltak alakjuk és méreteik szerint. A finomak, a kicsik és vékonyak egy „külső űrbe” vonultak, a többiek gömbszerű alakba tömörülve, tovább folytatták körmozgásukat.
A gömbszerű alakba tömörült testek, a nehezebb és nagyobb méretűek, tovább folytatva eredeti körforgásukat, idővel kivált e gömb belsejéből egy rész, ami „hártyaszerű” képződménnyé alakult, és magába foglalta az összes többi testet. A hártya belsejében a többi atom tovább folytatva a mozgást, folyamatosan hozzáütköztek az őket körülvevő hártyához, aminek a következtében összetömörültek. Így jött létre a Föld. A többi atom, amely a hártyának ütközött, de nem került nagyobb tömörülésbe, az a burokba olvadt. A burokba olvadt atomok, idővel kötelékekbe kezdtek csoportosulni, és ezekből a kötelékekből alakultak ki a nedves és iszapos dolgok, amelyek kiszáradásuk után az örvénylés sodrása miatt, ennek következményeként, áttüzesedtek. Így keletkeztek a csillagok, a Hold és a Nap is. Az általunk érzékelt tulajdonságok csak látszatok: „Csak látszólag van a dolgoknak színe, csak látszólag édes és keserű: a valóságban csak atomok vannak és az üres tér.”
A világ keletkezését követően folyamatosan növekedésben van, majd szükségszerűen elenyészik. Ez a körforgás örökké tart, azonban nem maradt fenn feljegyzés arról, hogy az atomista filozófusok szerint mi az a szükségszerű erő vagy dolog, ami ezt a körforgást előidézi és fenntartja.
„Az atomok mozgásuk közben összeütköznek és olyan összefonódással fonódnak össze, amely szorosan érintkezőkké és egymáshoz közeliekké teszi őket, de valójában semmiféle egységes szubsztanciát nem hoz belőlük létre. Teljesen együgyű azt feltételezni, hogy kettőből vagy többől valaha is egy lesz. Annak az okát pedig, hogy a szubsztanciák egy ideig együtt maradnak, abban látja, hogy ezek a testek egyesülnek, és egymásba kapaszkodnak. Emez egyenetlen, amaz horgokkal ellátott, az egyik homorú, a másik domború, és a többiek közt is számtalan egyéb különbség van. Ezért úgy gondolja, addig ragaszkodnak egymáshoz és maradnak együtt, amíg valamely, a körülvevő felől odaérkező erősebb szükségszerűség szét nem rázza, és külön nem szórja őket.”
Arisztotelész: Democrito
Azt, hogy az atomok a mozgás közben milyen szabályt követnek, Arisztotelész azt állítja, hogy semmilyent, szerinte ugyanis az atomok kombinációi véletlenszerűen alakulnak ki, semmiféle cél-ok nem vezérli őket. Leukipposz egyetlen fennmaradt töredéke azonban nem ezt sugallja:
„Semmi sem történik hiába, hanem valamely értelemből kifolyólag és valamely szükségszerűség révén.”
Aetios: Placita philosophorum I. 25. 4.
A létező dolgok kivétel nélkül mind atomokból épülnek fel, a köztük levő különbség oka pedig az atomok különböző formájából, nagyságából és elhelyezkedéséből adódik.
Démokritosz úgy vélte, hogy mivel az atomok száma számtalan, az űr pedig végtelen ezért nemcsak egy világ lehetséges. Ugyanis a gömbszerű alakba tömörült testeket körülvevő hártyába beleütköző és tömörülő atomok, a hártya a különböző pontjain különböző tömörülteket alkothatnak, amelyek különböző világokká alakulnak. Ezek a világok nem egyformák és nem egyszerre keletkeznek, a következő feljegyzés ezt szemlélteti:
„…számtalan, különböző nagyságú világ létezik. Némelyikükben nincs sem Nap, sem Hold, másokban ezek nagyobbak, mint a miénk, megint másokban több is van belőlük… vannak olyan világok is, amelyekben sem állatok, sem növények nincsenek és egyáltalán semmiféle nedvesség sincs.”
Hippolütosz: Minden eretnekség cáfolata I. 13, 2-3 (DK 68 A 40)
Ez a gondolat a kor gondolkodásában úttörő volt, ugyanis nincsenek feljegyzések arról, hogy több egymástól elkülönült világ létezését feltételezte volna bárki is korábban. A korábbi korokból ismert elméletek kimondták ugyan, hogy több világ is létezett, de nem egyszerre, hanem mindig ugyanabból az ősanyagból születik újra és újra ugyanaz a világ számtalanszor. Az atomista filozófusok ezzel szemben úgy gondolták, hogy mivel az atomok száma igen sok, és formájukra és méretükre nézve is számos fajtájuk létezik, ezért a kialakuló világok kinézetét mindig az fogja meghatározni, hogy a keverékben melyik fajta atomokból mennyi van, így akárhány világ alakul is ki mindegyik különbözni fog a többitől. Továbbá ugyancsak az atomista filozófusok voltak az úttörők abban az elméletben is, hogy a sok egyidejűleg, egymástól elkülönült, független világok, egymáshoz viszonyítva különböző stádiumban is vannak: lehet, hogy az egyik épp most keletkezik addig a másik, épp most pusztul el.

## Szkepticizmus – Az érzékszervek nyújtotta bizonyosság
Démokritosz fejlesztette ki az érzékek megbízhatóságának átfogó kritikáját. Arisztotelész szerint, Démokritosz saját álláspontjának kialakítására ugyanazok a fajta megfontolások késztették, amelyek Prótagoraszt arra nézetre vezették, hogy minden jelenség igaz, de csak megtapasztalójának a viszonyában. Prótagorasz állítása szerint ugyanaz a víz meleg, ha melegnek tűnik neked, és számomra hideg, ha hidegnek tűnik nekem. Prótagorasz mindkét állítást igaznak fogadta el, Démokritosz – aki nem volt hajlandó feladni az objektív igazság gondolatát – pedig mindkettőt hamisnak tartotta.
Démokritosz szerint mindaz, amit az érzékszerveinken keresztül kerül az elménkben csak vélekedés és nem igazi tudás. Tényleges igazság csak egy van: vannak atomok és van üresség. „Semmiről sem tudunk semmit, hanem mindenkinek esetleges a vélekedése.” (fr. 550) Az ember hiába próbálkozik megismerni a dolgokat, minden próbálkozás kudarcra van ítélve.
Démokritosz a megismerésnek kétfajta útját különböztette meg: az értelmen keresztüli megismerést és az érzékszerveken keresztüli megismerést. Ezek közül az értelmen keresztülit „törvényes megismerés”nek nevezte, és elvitatta tőle az igazság fölismerésében való megingathatatlanságot. Az érzéki megismerést pedig „fattyú megismerés”nek nevezte. A fattyú megismeréshez a következőket sorolta: látás, hallás, szaglás, ízlelés, tapintás.

## Etika

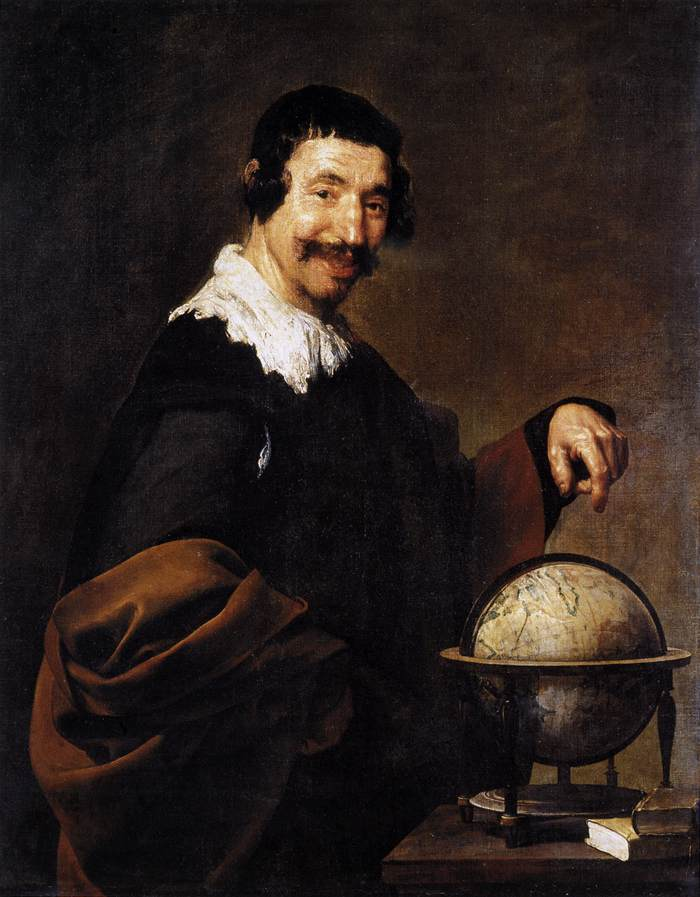
Démokritosz Diego Velázquez festménye

A thraszülloszi katalógus a Démokritosznak tulajdonított hatvan mű közül (DK 68 A 33) csak nyolcat sorol az „etikai” művek közé, melyeknek legismertebbike A derült kedélyállapotokról című. Ennek ellenére a Démokritosztól fennmaradt töredékek több mint egyötöde etikai kérdésekkel foglalkozik. Legtöbb ilyen írás abból a hatalmas antológiából származik melyet az 5. században Sztoboi-beli Ióannész, vagy ismertebb nevén Sztobaiosz állított össze. Ezenkívül ismerünk még egy 86 bölcs mondást tartalmazó gyűjteményt is, melyet ugyancsak Démokritosznak tulajdonítanak. A Diels-Kranzban szereplő töredékekben ugyancsak több etikai témájú töredéket találunk. Ilyenek például a derült kedélyállapot és a levertség elkerülése (fr. 3. 189. 191. 285), szerencse (fr. 119. 172-174) és ostobaság (fr. 197-206), gyermeknemzés (fr. 275-280) és nevelés (fr. 178-182.228) stb. A töredékek hitelessége azonban megkérdőjelezhető.
A legismertebb démokritoszi etikai töredék az ún. 3. töredék:
Aki derült kedélyállapotban kíván élni, annak nem szabad sokat tevékenykednie, sem a magánéletben, sem a közéletben, és abban, amit tesz, nem szabad többet magára vállalnia, mint amennyit saját képessége és természet megenged. Inkább arra kell vigyáznia, hogy még akkor is, amikor a szerencse feléje fordul és többhez segíti hozzá, véleményalkotásban mellőzze ezt és ne markoljon többet, mint ami hatalmában van. A megfelelő adag biztosabb a nagy adagnál.
Démokritosz fr. 3, Sztobaiosz Anthologion IV 39, 25
Az idézet mondanivalója az, hogy biztonságosabb a jószerencse kedvezéseit visszautasítani és megmaradni a természetes képességeink határain belül. Ugyanakkor más fragmentumokban arról olvashatunk, hogy az ember a természetét alakíthatja azzal, hogy képességeit tovább fejleszti, például ha mély vízbe kell mennie, akkor vegyen úszóleckét stb. Ha arra szorítkozunk, hogy csak azt fogadjuk el ami hatalmunkban áll, az nagy fokú lemondással is jár. Erre a problémára Démokritosz válasza az, hogy derült kedélyre úgy tehet szert az ember, ha a mértékletes öröm állapotában él, amely kerüli a kívánás és a kielégülés túlzásait és „adottságaihoz illeszkedő” életet él.
A démokritoszi etikai töredékekben számos elvont kifejezést, szakszót olvashatunk. Ez arra enged következtetni, hogy Démokritosz etikai tanításait is a természetfilozófiára alapozta. Démokritosz – Szókratészhoz hasonlóan – a morális figyelmet, a lélek állapotára irányította. Azonban a démokritoszi „gondoskodás a lélekről” nem azonos az egyetemes igazságok kutatásával. Fő tanácsa az volt, hogy az elégedettség megszerzése végett a rosszabb sorban élők sorsát kell viszonyítási alapnak venni.
Politikai tanítása szerint egy törvény csak akkor jó törvény, ha az emberek önszántukból engedelmeskednek neki. Egy külsődleges kényszer önmagában nem képes megakadályozni a „titkon elkövetett vétkeket” (fr. 181). Ezért fontos Démokritosznak a helyes életvitel belső, pszichológiai indítéka: a meggyőzés, a megértés és a tudás, a rossz lelkiismeret okozta bűnhődés és önmagunk, nem pedig mások véleményének tiszteletben tartása, mint a lélek törvénye (fr. 246). Innen ered az olyan antiszociális magatartásformák orvoslása iránti érdeklődése, amilyen például az irigység, amely a polgárháborúhoz vezet és az egész közösséget tönkreteheti.

## Hatása
Démokritosz (és Leukipposz) tanítása beteljesítette a ión materiális monizmus végcélját azzal, hogy szétvágta az eleai érvelés gordiuszi csomóját. Démokritosz filozófiájában sok mindent átvett elődjei gondolkodásából, filozófiája mégsem nevezhető eklektikusnak. Atomokról szóló elmélete a modern atomelméletnek is lendületet adott, amelynek persze egészen más a természete és az indítékai.

## Magyarul
- Leukippos, Demokritos; bev. Gulian Constantin Ionescu; Tudományos, Bukarest, 1952